# Iskandar Beg Munshi

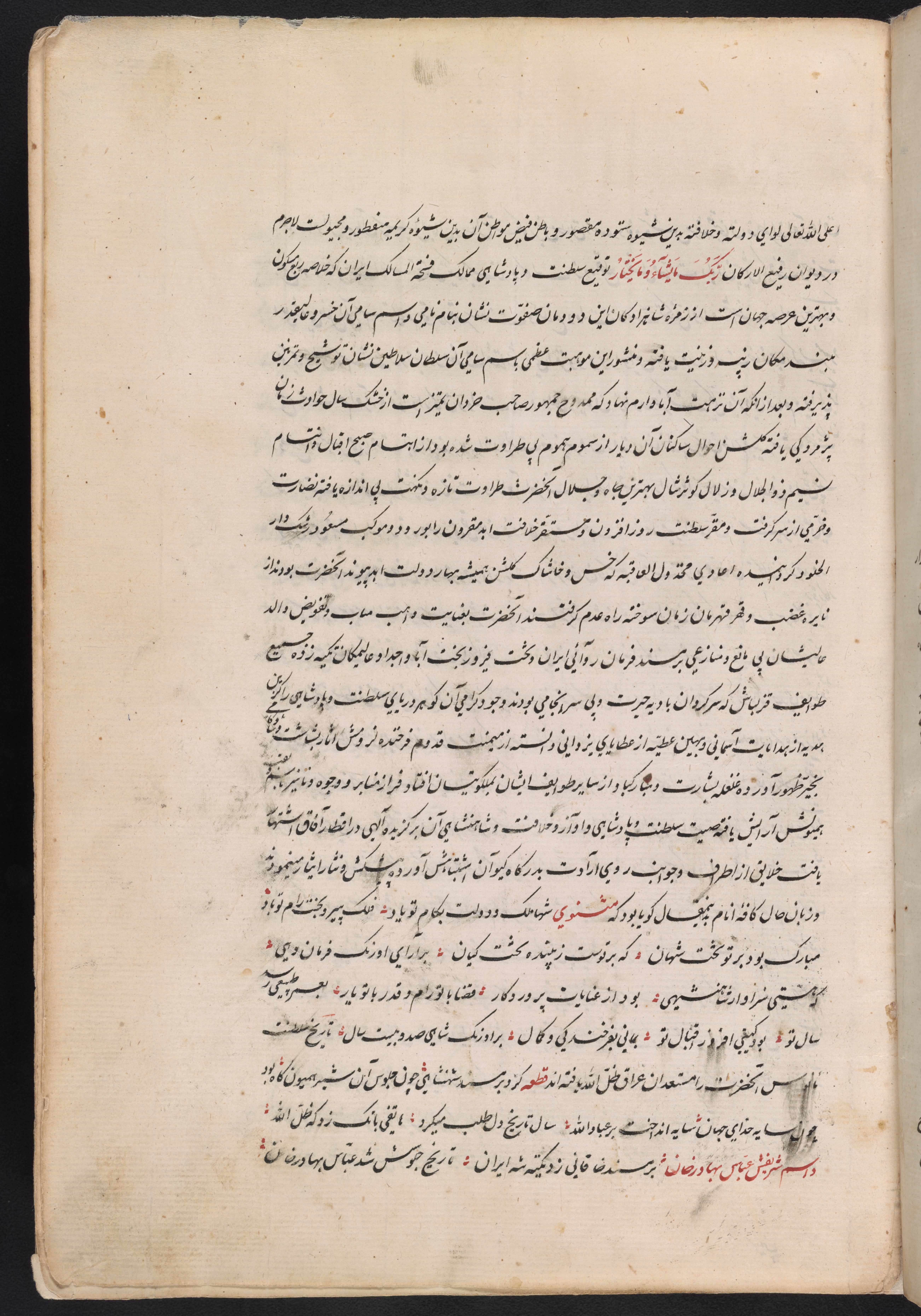
Manoscritto del Tārīkh-e ʿĀlam ārā-ye ʿAbbāsī di Eskandar Beg Monshi, Iran Qajar, datato luglio 1812.

Iskandar Beg Munshi (in persiano اسکندر بیگ منشی‎) (1561 o 1562 – 1633 o 1634) è stato uno scriba e cronista iranico di corte, noto principalmente per il suo libro storico Tārīkh-e ʿĀlam ārā-ye ʿAbbāsī (La storia di Shah 'Abbas il Grande), che si concentra sui primi anni della storia safavide, in particolare il regno di Shāh ʿAbbās I (r. 1588–1629).

## Vita
Iskandar Beg nacque nel 1561 o 1562. Era di madrelingua turca azera e apparteneva a un clan turcomanno che faceva parte dei qizilbash, un gruppo militante sciita che aveva aiutato i Safavidi a imporre il loro dominio. Anche se Iskandar Beg proveniva da una famiglia qizilbash ed era affiliato all'élite militare dei Safavidi, sia lui sia il fratello maggiore Faraj (Farrukh?) Beg entrarono a far parte nell'apparato burocratico. Fu funzionario alla corte safavide e prestò servizio come allievo scriba di Mīrzā ʿAṭāʾ-Allāh Eṣfahānī durante il successivo regno di Shāh Tahmāsp I (r. 1524–1576).
Iskandar Beg Munshi è ritenuto più importante storico safavide della corte di Shāh ʿAbbās.
Morì nel 1633 o 1634.

## Opera
Il Tārīkh-e ʿĀlam ārā-ye ʿAbbāsī (in persiano عالم آرای عباسی‎) di Iskandar Beg (abbreviato in TAAA) è considerato il lavoro più significativo della storiografia iraniana scritta sull'Iran safavide. Il libro è stato influenzato dalla cronaca moghul Akbarnama di Abū l-Fażl ibn Mubārak (morto nel 1602).